# Tempio di Edfu
Il Tempio di Edfu è un antico luogo di culto dedicato al dio Horus in Egitto.

## Storia e descrizione
Risalente all'Antico Regno, fu restaurato durante il Nuovo Regno nella XVIII dinastia da Thutmosi III ed inglobato successivamente nella nuova ricostruzione durante la dinastia tolemaica, le cui antiche vestigia sono tuttora visibili.
Nel 1860 venne liberato, da Mariette, dalle sabbie che lo seppellivano quasi completamente rivelando la sua ottima conservazione sia dell'edificio, naos compreso, che delle tre statue colossali di falchi in granito nero recanti la doppia corona dell'Alto e Basso Egitto.

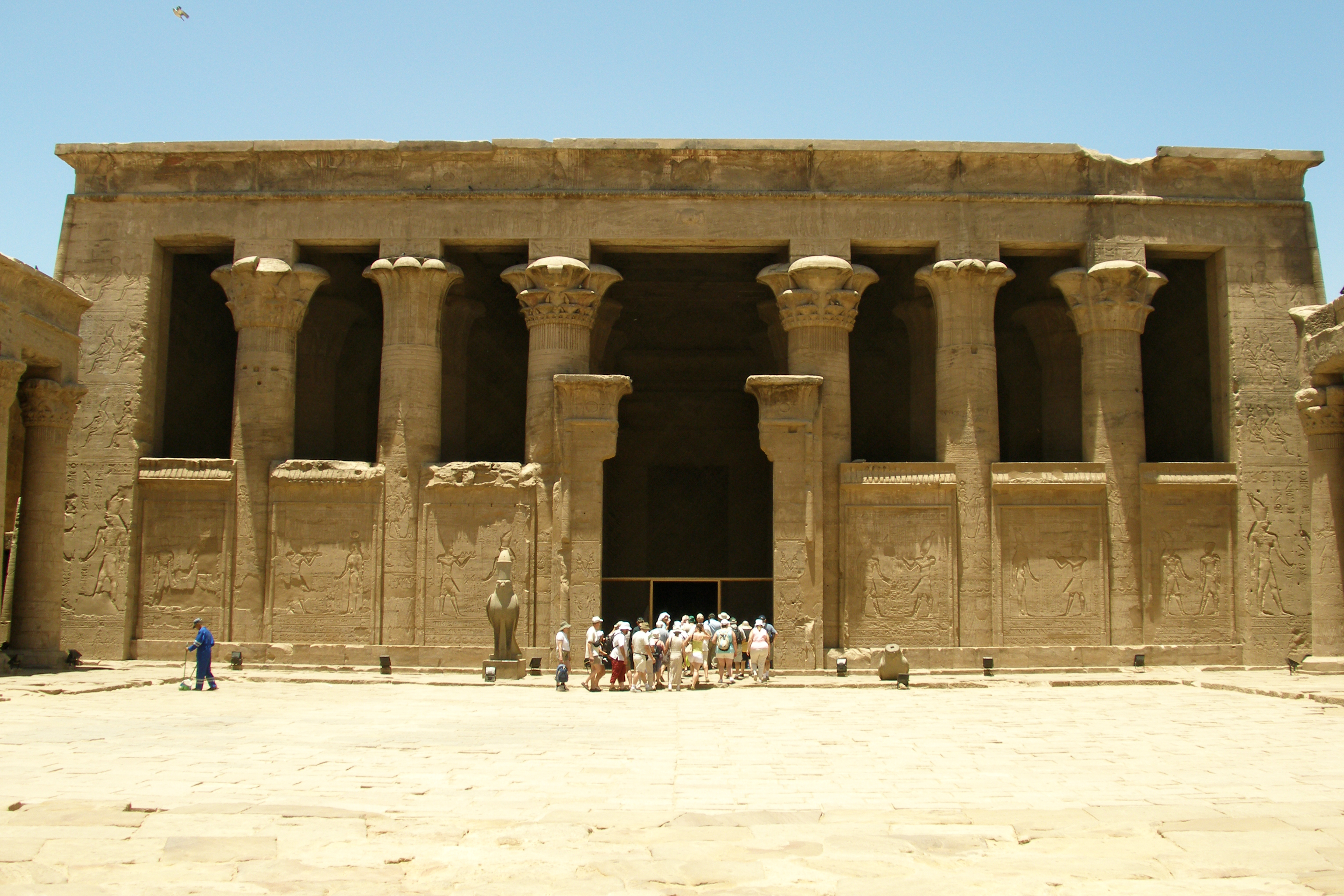
Ingresso della Sala ipostila

Risulta essere l'archetipo del tempio egizio con struttura  "a cannocchiale" con una teoria di sale sempre più piccole e sempre più buie fino al sacrario del naos completamente avvolto nell'oscurità. Esattamente il contrario della tipologia del tempio solare.
Esternamente il pilone presenta vari decori e numerosi personaggi tra cui Tolomeo XII che sacrifica dei prigionieri al dio, altri sovrani tolemaici e la triade locale composta da Horo di Behedet, Hathor ed il figlio Ihi.
Vi sono anche rappresentati molti antichi dogmi religiosi quali i quattordici ka del dio solare Ra ed altre divinità quali Ra-Harakhti, Hathor e Horo Sema-tawi, ossia Horo "che unisce le due Terre".
Numerosi i dettagliati rilievi, tra i quali la processione delle barche solari, la "Festa annuale di Opet", la posa della prima pietra del tempio, le personificazioni dei nomoi e lo splendido decoro astrale delle barche del Sole e della Luna con quattordici divinità simboleggianti le fasi di luna calante.

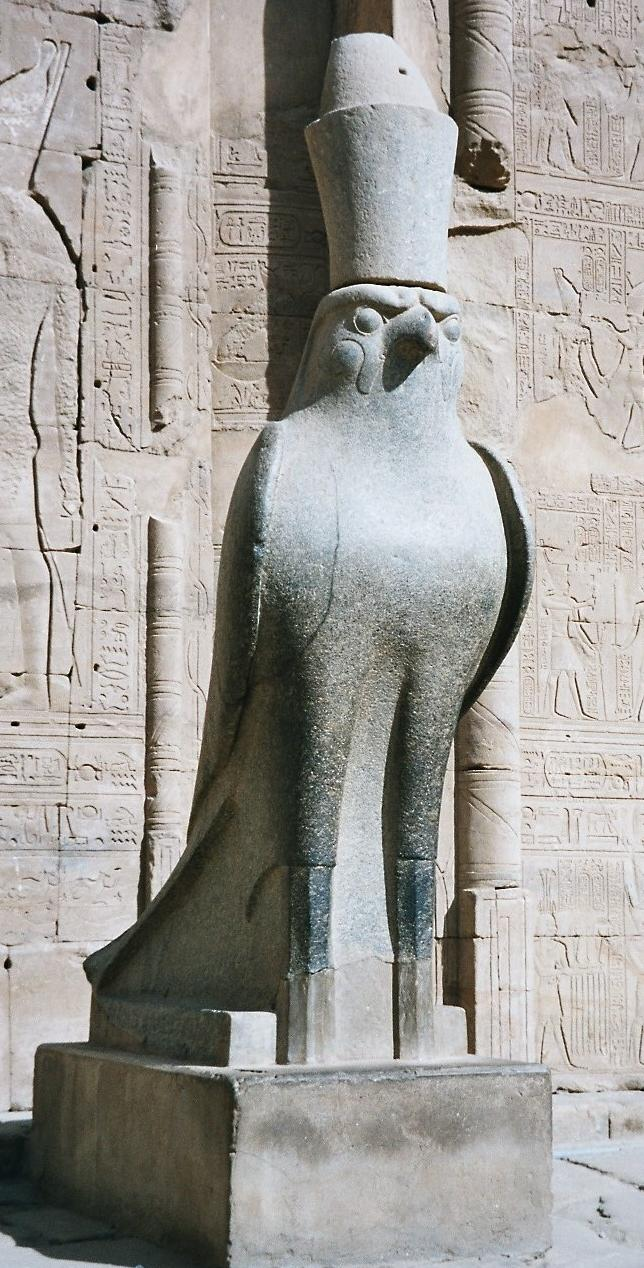
Statua del dio falco Horus

Sopra i varchi di accesso del sacrario è rappresentato il disco solare alato simbolo di Horus di Behedet, nome egizio della località del delta del Nilo ove, in origine, nacque il culto.
Sul fondo, come già accennato vi era l'ultima segreta stanza, quella del sacrario contenente il tabernacolo monolitico in granito, con la statua del dio falco Horo, eretto dal sovrano Nectanebo I della XXX dinastia e che risulta essere il reperto più antico insieme al supporto della barca sacra.

Le numerose e particolareggiate iscrizioni del tempio ci dicono che le cerimonie della fondazione si erano svolte il 7 del mese di Epihi e cioè il 23 agosto del 237 a.C. nel X anno del regno di Tolomeo III Evergete I e che il suo architetto era Imhotep, figlio di Ptah, recante il titolo di "Primo Celebrante del Tempio" e da non confondere con il suo omonimo e famoso predecessore vissuto circa 23 secoli prima.

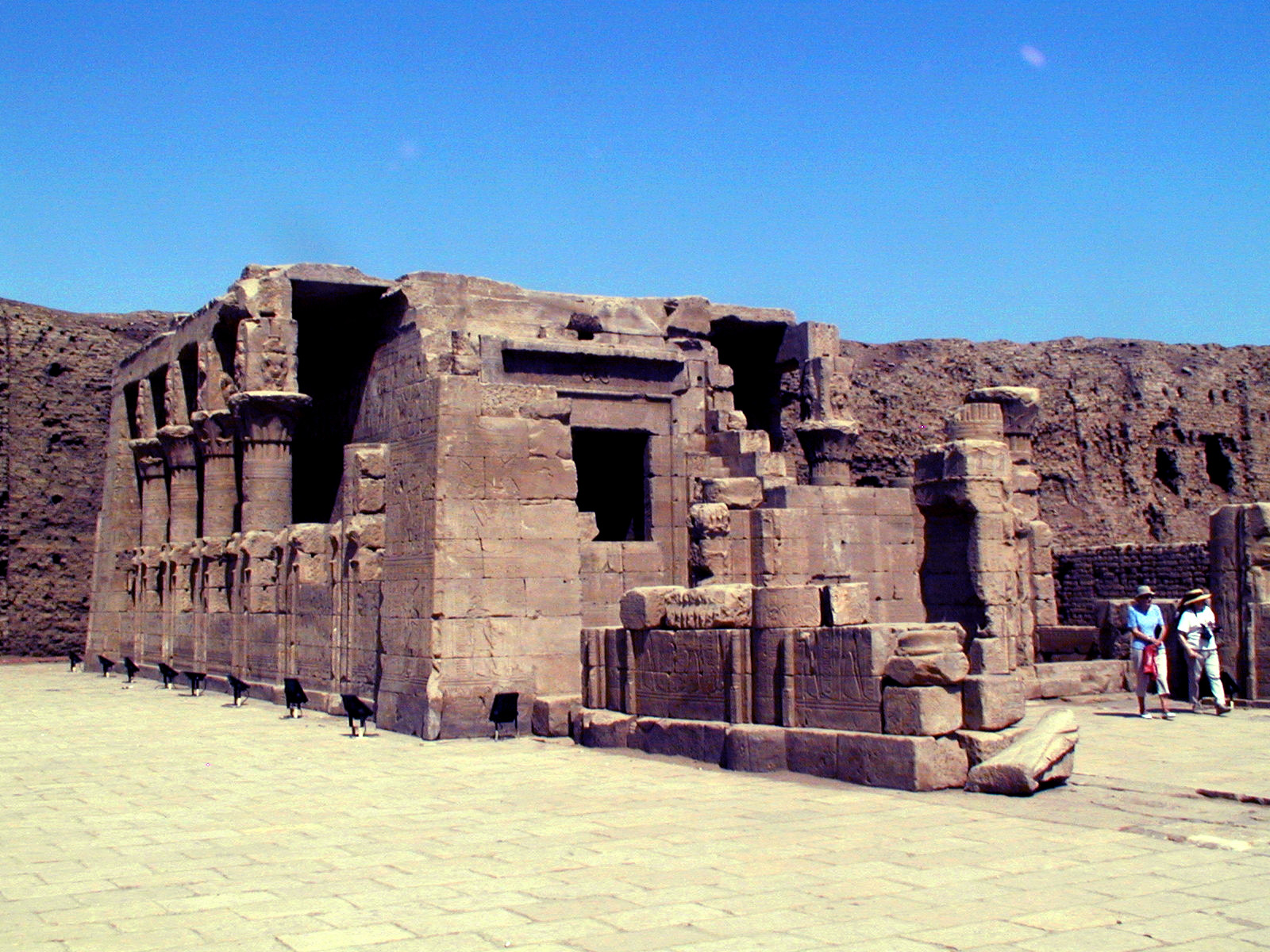
Mammisi di Tolomeo VIII Evergete

Il tempio fu terminato il 5 dicembre del 57 a.C. dopo circa due secoli di lavori ed è il secondo per dimensione, dopo quello di Karnak per la sua estensione di quasi settemila metri quadrati comprendente anche un mammisi di Tolomeo VIII Evergete II ma che fu decorato solo successivamente da Tolomeo IX Soter II.
Numerose le cerimonie religiose che vi si svolgevano, tra le quali tre feste molto importanti come la "Festa del Nuovo Anno", il matrimonio annuale di Horus con Hathor di Dendera e la vittoria del dio su Seth.
Un altro suggestivo rito annuale era l'incoronazione di un falco vivo appositamente allevato nel tempio dai sacerdoti e questa ipostasi del dio ci è pervenuta pietrificata nella statua zoomorfa che ancora sfida lo scorrere del tempo con atavica essenza.
Nel settembre 2024 sono stati terminati i lavori di ripristino delle antiche tonalità di rosso e blu che animavano il secondo più grande e meglio conservato tempio dell'Antico Egitto.